# J. Jürgen Seidel
Johannes Jürgen Seidel (* 24. Februar 1945 in Dorfstadt, Sachsen; Bürger von Selma GR; † 25. Oktober 2019) war ein Schweizer reformierter Theologe, Kirchenhistoriker und Autor. Er hatte eine Professur an der theologischen Fakultät der Universität Zürich inne.

## Leben
Seidel studierte ab 1964 am Theologischen Seminar Leipzig und der Universität Leipzig. Er legte 1970 sein theologisches Staatsexamen ab und wurde 1974 ordiniert. Anschließend arbeitete er als Gemeindepfarrer in Davos Platz, Valzeina, Schaffhausen (an St. Johann) und Zürich-Leimbach. 1983 bis 1985 forschte er im Auftrag des Schweizerischen Nationalfonds über die Geschichte der evangelischen Kirche in der SBZ/DDR 1945 bis 1953 und wurde 1985 an der Theologischen Fakultät der Universität Zürich zum Doktor der Theologie promoviert. 2001 habilitierte er sich an derselben Fakultät mit einer Arbeit über den Pietismus in Graubünden.
Seidel war ab 2008 Titularprofessor für Neuere Kirchengeschichte an der Theologischen Fakultät der Universität Zürich sowie Leiter der dortigen Forschungsstelle zur Geschichte des Radikalpietismus, die er 2009 gegründet hatte. Er war Autor etlicher Bücher, vor allem zur schweizerischen und deutschen Kirchengeschichte des 17. bis 20. Jahrhunderts.
Seidel verfasste zahlreiche Artikel im Biographisch-Bibliographischen Kirchenlexikon (BBKL).

## Schriften (Auswahl)
- Moritz Mitzenheim – Bischof und Landesvater. In: Lutherische Kirche in der Welt. Jahrbuch des Martin-Luther-Bundes 32 (1985), S. 69–81.
- Christen in der DDR. SOI-Verlag, Bern 1986.
- „Neubeginn“ in der Kirche? Die evangelischen Landes- und Provinzialkirchen in der SBZ/DDR im gesellschaftlichen Kontext der Nachkriegszeit (1945–1953). Vandenhoeck und Ruprecht, Göttingen 1989.
- Valzeina. Ein Walserdorf im Prättigau. Verlag Buchdruckerei Schiers AG, Schiers 1990.
- Die Görlitzer Kirche und ihre Anfänge 1945. In: Jahrbuch für Schlesische Kirchengeschichte NF 73 (1994), S. 125–145.
- Diener zweier Herren? Theologen als „Inoffizielle Mitarbeiter“ (IM) des Ministeriums für Staatssicherheit (MfS) der DDR in Zürich. Pano Verlag, Zürich 2002.
- Mit Klang und Gloria. Die Glocken und ihre Sprache im Zentrum der Reformierten Kirche Zürich Leimbach. dreamis Verlag, Zürich 2004.
- Baron von Campagne und die Gichtelianer. Ein Beitrag zum Radikalpietismus im Zürcher Oberland. dreamis Verlag, Zürich 2006.
- Die Anfänge des Pietismus in Graubünden. Chronos Verlag, Zürich 2001.
- Dorothea Trudel (1813–1862). Leiterin der „Gebets-Heilanstalt“ von Männedorf. In: Peter Zimmerling (Hrsg.): Evangelische Seelsorgerinnen. Biografische Skizzen, Texte und Programme. Vandenhoeck & Ruprecht, Göttingen 2005, S. 175–194.
- Himmelsatem – Erdenschwere. Glaubens- und Lebensfragen als Quelle des Dankes. dreamis, Zürich 2011.
- Die Berleburger Bibel (1726–1742) in der Schweiz Eine Fehlanzeige. In: Ulrich Gäbler et al. (Hrsg.): Schweizer Kirchengeschichte – neu reflektiert (FS Rudolf Dellsperger zum 65. Geburtstag). Bern 2011, S. 225–242.
- Dunkle Nächte – Helle Sterne. dreamis, Baden 2015, ISBN 978-3-905473-23-0; 2. erweiterte Auflage, dreamis, Zürich 2016.

Als Herausgeber
- Jenins in der Bündner Herrschaft. Ansichten und Einsichten. Evangelische Kirchengemeinde, Jenins 1993.
- Aus den Trümmern 1945. Personeller Wiederaufbau und Entnazifizierung in der evangelischen Kirche der Sowjetischen Besatzungszone Deutschlands. Einführung und Dokumente. Vandenhoeck und Ruprecht, Göttingen 1996.
- Gegen den Strom. Tagungsband zum radikalen Pietismus zur Tagung an der Universität Zürich. dreamis, Zürich 2011.